# Anti (албум)
Anti је осми студијски албум америчке певачице Ријане. Објављен је 27. јануара 2016. од стране компанија Westbury Road и Roc Nation. Певачица је почела да планира снимање албума током 2014. године, када је отишла из своје тадашње издавачке куће, Def Jam, и придружила се Roc Nation-у. Радови су настављени у 2015. години, током које је објавила три сингла укључујући „FourFiveSeconds”, који је достигао на првих десет места на неколико тржишта; они су на крају уклоњени са последње листе. Anti је постао доступан за бесплатан дигитални пренос 27. јануара кроз Tidal и објављен је 29. јануара у онлајн музичким продавницама за плаћене куповине.
Ријана је сарађивала са многим познатим продуцентима као што су Џеф Баскер, Boi-1da, Ди-Џеј Мустард, Hit-Boy, Брајан Кенеди, Тимбаланд и No I.D. како би постгла жељени звук. Труд је резултирао одласком од ранијих плесних и клавирских жанрова Ријане до нових и модернијих жанрова као што су поп, хип хоп и Р&Б. Произвођачи су укључили тамне, ретко слојевите минималистичке структуре песама, са већином текстова Anti-а који се баве комплексношћу романтичне љубави и самопоуздања.
Албум је објављен позитивним оценама од музичких критичара, а бројне публикације су га укључиле на њихове листе најбољих албума за 2016. године. Ријана је са овим албумом достигла прво место на америчком Billboard 200, преместивши 166.000 еквивалентних албума у својој првој недељи рада, а након два дана његовог пуштања била је сертификована платина од стране америчког удружења дискографских кућа, као резултат Самсунг-а који је унапред купио милион примерака албума који су тада дати као бесплатни за инсталирање. Промовисана са четири сингла, укључујући и сингл „Work”, са канадским репером Дрејком, који је на америчком Billboard Hot 100 постао четврта Ријанина песма која је достигла на прво место. Да би даље промовисала албум, Ријана је отишла на Anti World Tour 2016. године.

## Позадина
Након објављивања Ријаниног седмог студијског албума, Unapologetic (2012) и пратеће турнеје, Ријана је планирала да заврши своју певачку каријеру изјавивши: „Хтела сам годину дана да радим све што желим”. Међутим, пауза није трајала дуго и након недељу дана се вратила у студио. Током почетног писања и развоја албума, Ријана није била сигурна како је желела да албум звучи. На крају, одлучила је да жели „искрену” музику и жанрове који у то време нису били чести. Међутим, изненада је изјавила да се током процеса снимања променила и да није знала ко је она тада била. Према њеним речима, осећала се као да је била искључена од својих емоција. Током своје креативне борбе, Ријана је изнајмила кућу у Малибу на неколико месеци и почела је у великој мери писати и компоновати музику састављену на основу типова различитих музичара. Размишљајући о овоме, Ријана је изјавила:
| „ | У том тренутку сам веровала у моје уши, веровала у моје црево, веровао у начин на који ме је моја музика претворила. Нисам имаола појма како ће бити прихваћена, нити је то било нешто што сам разматрала. Само сам хтела да направим нето што мени делује исправно! | ” |

У мају 2014. године, објављено је да је Ријана оставила Def Jam Recordings, а касније је открила да је купила мајсторе за све своје снимање и да ће заједно осмислити њен осми студијски албум. Током интервјуа за Награду Греми, амерички репер Кање Вест је најавио да ће бити извршни продуцент албума Anti. Кање је даље упоредио Ријанин вокал са изјавом певачице Ени Ленокс: „Осећам се као да имам енергију у својим песмама”. Међутим, у јануару 2016. године, у објави на твитеру, Ријана је написала да Кање више није извршни продуцент албума јер обоје раде на различитим пројектима. Уместо тога, сама Ријана је била извршни продуцент албума Anti, али је радила и са неколико других произвођача.

## Писање и снимање
Састанци везани за овај албум су били одржавани у разноразним студијима, укључујући и Jungle Citz Studios у Њујорку, Westlake Recording Studios, Sandra Gale Studios и Windmak Recording Studios у Лос Анђелесу, SOTA studios у Торонту и Twin Studios у Паризу. Већина песама је снимљено у Westlake Recording Studios. Текстописац Биби Боурили је радио са продуцентом, Папирбој Фејбијем, који је организовао састанак са Westlake Recording Studios-ом. Резлултат је била песма „Higher”. Касније, Ријана и Џејмс Фаунтлерој су допринели писању песме „Higher”, тај догађај се десио у јутарњим сатима када је Ријана била под утицајем алкохола и предложила „Хајде да попијемо неки виски и снимимо ову песму”. Ријана је прву песму овог албума описала као „Пијану говорну пошту”. Она и Фунтлерој су сарађивали на снимању још три песме - Desperado, Close to you и James Joint. Ове песме су написали Ријана и Ши Тајлер које су их написале за мање од пола сата, док је Close to you написана након што је продуцент Брајан Кинди послао Фаунтлероју примерак клавирске музике.
Desperado су написали Мик Шулц и Рок Монро. После посете Ријаниној кући, Шулц је недељу дана касније контактирао певачки тим који је изјавио да јој се заиста допао студио. Ријана, Фаунтлерој и Кук Харел су касније заједно били укључени у развој, продукцију и снимање песама. У лето 2015, текстописац и продуцент Руперт Томас заједно са Аленом Ритером, остају на неколико дана у Лос Анђелесу у продукцији канадског репера Дрејка. Током времена, осмишљен је први сингл Work. Томас је створио „бит” и одиграо га за Boi-1da који је позитивно одговорио. Boi-1da је дошао са идејом за узимање узорка „старог школског денсхол ритма”, а након тога су направљене акорде. Када је музика за песме завршена, Boi-1da ју је послао ПартиНекстДору који је написао текстове.
Две песме су снимљене у Jungle City Studios у Њујорку и Windmark Recording Studios у Лос Анђелесу. Студијски састанци у Jungle City-у произвели су почетне песме „Consideration”и „Kiss It Better”. Ријана је изјавила да је приликом снимања песме Consideration осећала везу са њом, наводећи да је песма заузела звук и став према коме је циљала. Састанци снимања у Windmark Recording Studios произвели су песме „Never Ending” и „Love on the Brain”. Прву је написао Чад Сабо током свог времена проведеног у Калифорнији, где је свирао са бендом Basic Vacation. Сабо је био у комбију бенда и почео је писати уводни део песме од ког је настала песма "Невер Ендинг". Убрзо након што је песму узео кући и покушао је спојити песму помоћу дигиталног студија са 8 стаза. Касније је радио на песмама и објавио га на интернету. Процес писања „Never Ending”. Поново је кренуо да пише песме у априли 2014, а Ријана се заинтересовала за снимање са њим.
Једина песма која је снимљена изван Сједињених Држава била је „Same Ol' Mistakes”; песма је снимљена у Twin Studios у Паризу. Ријана је контактирала Tame Impala's менаџмент и обавестила их да јој се свиђа песма „New Person, Same Old Mistakes” и питала да ли може снимити сличну песму за албум Anti. Писац песме, Кевин Паркер, се сложио и дао Ријани дозволу да сними песму. После саслушања Ријанине верзије, Паркер је рекао: „Сви смо стварно задовољни како је песма испала, волимо то!”.

## Вокална продукција
Амерички вокални продуцент Кук Харел, који ради са Ријаном од 2007. године, изјавио је да је за албум Anti, Ријана више од њега учествовала у процесу израде. Харел је такође и објавио да је Ријана имала циљ да гура албум ка правцу који је замислила. Након тога је изјавио „Тако је храбро од ње што успева већину ствари око албума да реди сама и да се држи свог плана око тога”.

Харел је напоменуо да је продукција албума Anti коректно урадила посао, правећи тачно онај звук који је певачица осмислила. Он је хтео брзо да одради снимање, али је Ријана желела да константно побољшава квалитет албума, па му је рекла „Слушај, хајде да побољшамо ниво квалитета. Побрини се да будемо поносни на свој рад и да направимо ремек-дело”. Харел је изјавио да су, кад су претходни пут Ријана и он радили заједно имали циљ да направе нешто „довољно добро”, али да им је овај пут циљ био „ремек-дело”. Када је дискутовао о Ријанином мишљењу током продукцијске обраде албума, Харел је изјавио:
Ријана је више пута причала, Хајде да одрадимо одличан посао, не бежимо од рада, не покушавамо да добијемо радио-хитове. Хајде да урадимо одличан посао јер ми волимо да радимо оно то радимо и нека се труд исплати
Говорећи о продукцији и стилу албума, Харел је изјавио да су уметници као што је Ријана причали о ставу и одустали од популарне музике за ова времена и очекивања за њене етике, редитеља и радакције, рекавши: „Не желим да направим оно што сви други стварају. Желим да направим оно што желим да урадим. Знам да ће обожаваоци то волети јер су они лојални, али ако сви други воле то, одлично. Знате, као уметник, учинио сам оно што желим да урадим“. У коначном прављењу албума Anti учествовали су: Нејтнил Алфорд, Крис Годбеи, Харел, Блејк Марес, Даниела Ривера и Маркос Товар. Албум је коначно завршио Крис Гехрингер у Sterling Sound-у, у Њујорку.

## Особље
Прилагођено према Ријаниној веб-страници.
Извођачи и музичари
- Ријана – вокал
- СЗА – вокал (песма 1)
- Дрејк – вокал (песма 4)
- Џозеф Ејнџел – клавијатура (песма 11), бубњеви (песма 11)
- Фред Бол – клавијатура (песма 11), бубњеви (песма 11)
- Нуно Бетенкорт – гитариста (песма 3)
- Џејмс Фунтлерој – додатни вокал (песма 5)
- Брајан Кенеди – клавијатура (песма 13)
- Чартер Ланг – орган (песма 1), синти бас (песма 1)
- No I.D. – клавијатура (песма 12)
- Кевин Паркер – сви инструманти (песма 9)
- PartyNextDoor – додатни вокал (песма 4)
- Брајан Шулц – бас гитара (песма 5)
- Мик Шулц – гитара (песма 5)
- Травис Скот – додатни вокал (песма 6)
- Ши Тејлор – клавијатура (песме 1–2)

Продукција
- Нејтлин Алфорд – додатни инжењер (песма 6)
- Џозеф Ангел – аражмент (песма 11)
- Фред Бел – продукција (песма 11)
- Џеф Баскер – продукција (песма 3)
- Реј Браун Млађи – асистент (песме 6, 8, 10, 12–13)
- Boi-1da – продукција (песме 4, 16)
- Ноел Кедистри – снимање (песма 4), микс звука (песме 4)
- Франк Дјукс – под-продуцент (песме 7, 16)
- DJ Mustard – продукција (песма 7)
- Џејмс Фантлерој – аражмент додатних вокала (песма 5)
- Крис Галенд – асистент микса звука (песме 1, 3, 5–7, 9–16)
- Крис Геринг – мастеринг
- Крис Гудбај – додатно снимање (песма 8), микс звука (песма 8)
- Стен Грин – музичко снимање (песма 10), музички микс звука (песма 10)
- Кук Харел – вокална продукција, снимање (песме 1–6)
- Hit-Boy – продукција (песме 6, 15)
- Џеф Џексон – асистент микса звука (песма 11)
- Глис Џон – додатна продукција (песма 3)
- Данијел Џонс – продукција (песма 8)
- Брајан Кенди – продукција (песма 13)
- Ејтан Макор – асистент (песма 9)
- Фејд Мајах – продукција (песма 8)
- Блејк Марес – асистент (песме 2–3, 14), споредно снимање (песме 7, 16)
- Мени Мароквин – микс звука (песме 1–7, 9, 11–16)
- Митус – продукција (песма 14)
- Брендан Моравски – асистент (песме 1, 3)
- No I.D. – продукција (песма 12)
- Кевин Паркер – продукција (песма 9), music mixing (песма 9)
- Ријана – извршна продукција
- Данијела Ривера – додатни инжењер (песма 10)
- Чед Сабо – продукција (песма 10), музичко снимање (песма 10), музички микс звука (песма 10)
- Ејк Шулц – асистент микса звука (песме 3, 5–7, 9–16)
- Мајк Шулц – продукција (песма 5)
- Тревис Скот – споредна продукција (песма 6, 15)
- Скам – продукција (песма 1)
- Noah "40" Shebib – вокална продукција (песма 4), снимање (песма 4), микс звука (песма 4)
- Фил Тен – микс звука (песма 10)
- Ши Тејлор – продукција (песма 2)
- Timbaland – продукција (песма 8)
- Маркус Товар – снимање
- Twice As Nice – под-продукција (песма 7)
- Vinylz – споредна продукција (песма 16)
- Томас Варен – асистент (песме 4–5, 7, 15–16)
- Кристин "Rook Monroe" Веткинс – аражмент додатних вокала (песма 5)
- Чед Вилсон – асистент (песме 10, 16)

Дизајн и управљање
- Тифани Алми – легалност
- Џеј Браон – A&R, A&R координација
- Карен Консол – A&R администрација
- Омар Грант – A&R
- Дара Мајкл – маркетинг
- Кол Мичел – поезија
- Рој Накум – уметничко дело, поезија
- Сијера Пардо – креативни директор
- Ријана – креативни директор, поезија
- Рок Нејшн – менаџмент
- Џенифер Роузилс – A&R координација
- Едвард Шаприо – легалност
- Тајран "TyTy" Смит – A&R
- Кристина Суарез – легалност

## Списак песама
1. Consideration - 2:41
2. James Joint - 1:12
3. Kiss It Better (feat. Eminem) - 4:13
4. Work - 3:39
5. Desperado (feat. Future) - 3:06
6. Woo - 3:55
7. Needed Me (feat. David Guetta) - 3:11
8. Yeah, I Said It - 2:13
9. Same Ol' Mistakes (feat. Mikky Ekko) - 6:37
10. Never Ending (feat. Chris Brown) - 3:22
11. Love on the Brain - 3:44
12. Higher - 2:00
13. Close to You - 3:43